# Tadakiyo Sakai
Tadakiyo Sakai fue un escultor japonés-brasileño, nacido el 5 de enero de 1914 en  Tushima, Nagasaki y fallecido el 2 de mayo de 1981.

## Datos biográficos
Desde pequeño, mostró afinidad por la pintura, el dibujo y la escultura. En 1928, viajó al Brasil a los 14 años de edad.
Sakai vivió en Pinheiros, Taboão da Serra y se instaló en Embu das Artes. Reconocido internacionalmente como escultor de terracotas, Sakai se inició en las artes en 1951, bajo la tutela de Cássio M'Boy y de los escultores Bruno Giorgi y Victor Brecheret.
Desde 2003, en la región central de Embu das Artes, se encuentra el Memorial Sakai, que tiene como objetivo valorizar y recuperar la memoria y el trabajo del artista. Además del museo, el Memorial Sakai es una  escuela gratuita de arte en cerámica. En el municipio, también se encuentra la Escuela Estatal Tadakiyo Sakai, situada en el barrio Vila Olinda.